# Hippocampus zebra
Hippocampus zebra är en fiskart som beskrevs av Gilbert Percy Whitley 1964. Hippocampus zebra ingår i släktet Hippocampus och familjen kantnålsfiskar. IUCN kategoriserar arten globalt som otillräckligt studerad. Inga underarter finns listade i Catalogue of Life.